# Quincy (Schiff, 1943)
Die USS Quincy (CA-71) war ein Schwerer Kreuzer der Baltimore-Klasse der United States Navy. Sie war das dritte Schiff dieses Namens.
Die Quincy wurde am 17. Juni 1940 in Auftrag gegeben, die Kiellegung fand am 9. Oktober 1941 in Quincy (Massachusetts) auf dem Fore River Shipyard von Bethlehem Steel unter dem Namen St. Paul statt. Am 16. Oktober 1942 wurde der Name in Quincy geändert, nachdem am 9. August 1942 in der Schlacht vor Savo Island die zweite Quincy der US-Navy versenkt wurde. Die Taufe wurde am 23. Juni 1943 von Frau Henry S. Morgan durchgeführt, der Tochter von Charles Francis Adams. Die Indienststellung erfolgte am 15. Dezember 1943 im Trockendock von South Boston Massachusetts mit Kapitän Elliot M. Senn.

## Geschichte

### Zweiter Weltkrieg
Nach der Testfahrt im Golf von Paria zwischen Trinidad und Venezuela wurde der neue Kreuzer am 27. März 1944 der Task Force 22 zugeordnet, wo die Besatzung in Casco Bay, Maine, ausgebildet wurde. Danach folgte eine Überführungsfahrt nach Belfast, wo sie am 14. Mai ankamen und dem Kommandanten der 12. Flotte zugeteilt wurden. General Dwight D. Eisenhower, Supreme Commander Allied (Expeditionary) Force, begleitet von Rear Admiral Alan G. Kirk, inspizierte das Schiff in Belfast Lough am 15. Mai 1944.
Ab dem 20. Mai begann für die Besatzung eine Fahrt nach Greenock in Schottland, wo eine besondere Ausbildung für Landzielbeschuss begann. Danach kehrte sie nach Belfast Lough zurück und begann die letzten Vorbereitungen für die Invasion in Europa. Am 6. Juni 1944 attackierte die Quincy um 05:37 Uhr als Teil der Task Force 125 Küstenbatterien auf der rechten Flanke von Utah Beach.
Zwischen dem 6. und 17. Juni wurden mit Hilfe von Aufklärungsflugzeugen feindliche mobile Batterien und Konzentrationen von Panzern, Lastwagen und Soldaten mit Geschützfeuer bekämpft. Neben dem Schießen von Counter-battery fire unterstützte die USS Quincy auch die Einnahme von Quinéville am 12. Juni 1944.
Anschließend wurde sie nach Isle of Portland verlegt, wo sie sich am 21. Juni der Task Force 129 anschloss. Sie verließ Portland am 24. Juni nach dem französischen Cherbourg. Das Bombardement auf die Batterien in der Umgebung der Stadt begann um 12:07 Uhr in Verbindung mit dem Angriff der Armee. 19 der 21 Primärziele, die der Quincy von der Task Force zugewiesen worden waren, wurden erfolgreich neutralisiert oder zerstört, so dass die Truppen die Stadt am selben Tag einnehmen konnten.
Der Schwere Kreuzer fuhr am 4. Juli weiter nach Mers-el-Kebir in Nordafrika, wo er am 10. Juli ankam. USS Quincy fuhr am 16. Juli weiter nach Palermo auf Sizilien; die Ankunft erfolgte zwei Tage später. Bis zum 26. Juli wurde dort der Landzielbeschuss im Golf von Policastro geübt. Vom 27. Juli bis 13. August nahm die USS Quincy an Übungen auf Malta und Camarota in Italien teil.
Am Nachmittag des 13. August fuhr sie mit vier britischen Kreuzern, einem französischen Kreuzer und vier US-Zerstörern zur Südküste von Frankreich, wo sie am 15. August ankamen, um der 3. US-Armee drei Tage lang Unterstützungsfeuer zu geben. Am 24. August feuerte sie auf die schweren Batterien in Toulon, St. Mandrier und Cape Sicié. Die folgenden Minenräumoperationen ab dem 24. August in der Gegend um Marseille unterstützte sie ebenfalls.
Am 1. September wurde beschlossen, die USS Quincy nach Boston zurückzuholen, wo sie eine Woche später ankam. Sie blieb in Boston für die Überholung und die Installation neuer Geräte bis zum 31. Oktober, als die Ausbildung in Casco Bay begann. Nach der Überholung in Boston für eine Präsidentenfahrt fuhr die USS Quincy am 16. November nach Hampton Roads.
Am 23. Januar 1945 kamen US-Präsident Franklin D. Roosevelt und seine Begleiter an Bord und die Überfahrt nach Malta begann, das am 2. Februar erreicht wurde. Nach  mehreren Treffen mit dem britischen Premierministers Winston Churchill und anderen Würdenträgern während der Konferenz von Malta, die Treffen fanden auf der Quincy statt, flog Präsident Roosevelt von dort aus weiter auf die Krimhalbinsel zur Konferenz von Jalta.

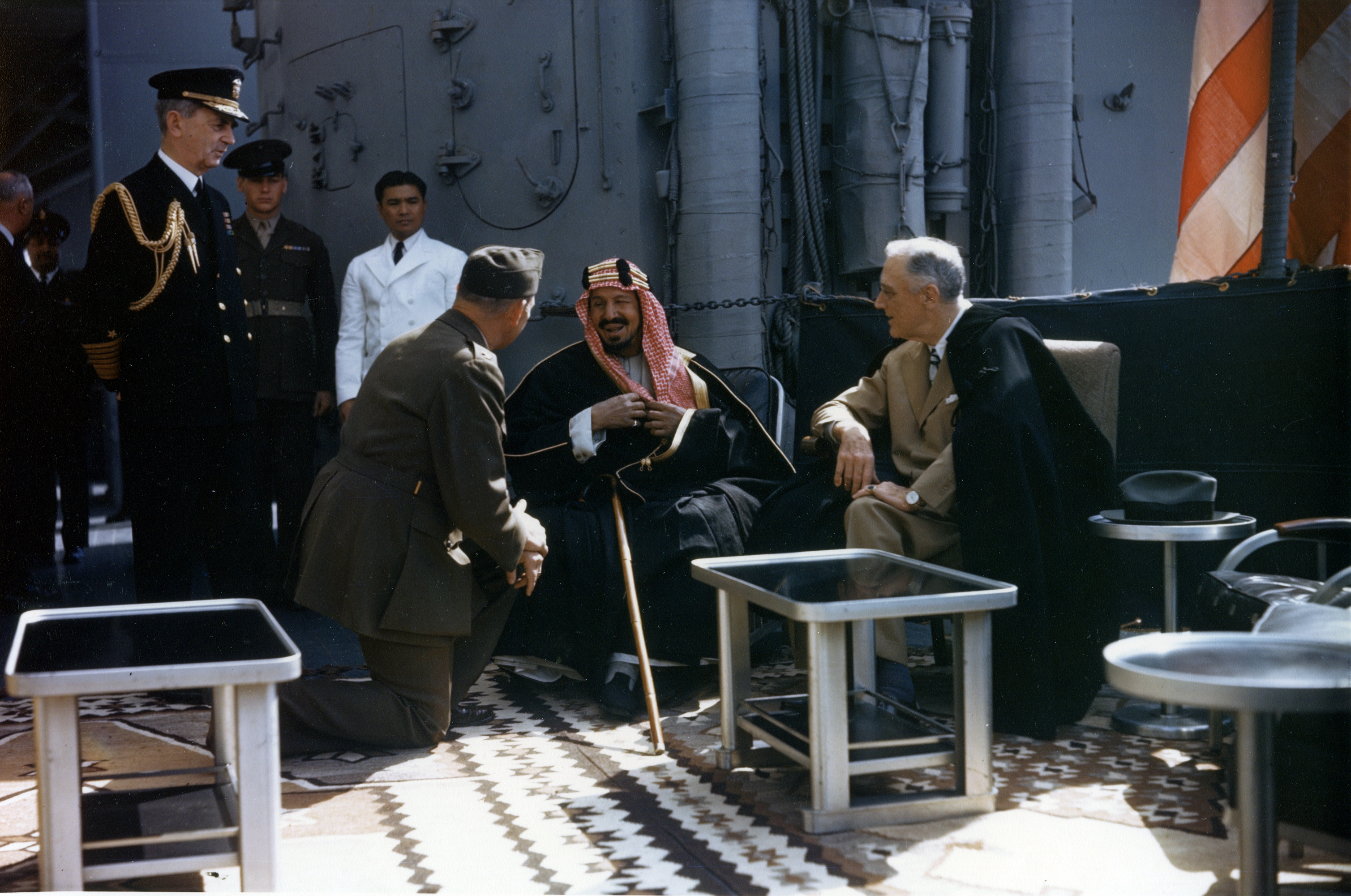
Ibn Saud und Franklin D. Roosevelt am 14. Februar 1945 an Bord der USS Quincy sitzend, ganz links ist William Daniel Leahy zu sehen

Die USS Quincy verließ Malta am 6. Februar und kam zwei Tage später in den Bitterseen im Suez-Kanal an. Der Präsident und seine Begleiter kamen am 12. Februar wieder an Bord, und am nächsten Tag wurden Faruk I., König von Ägypten und Haile Selassie, Kaiser von Äthiopien empfangen. Präsident Roosevelt empfing Ibn Saud, König von Saudi-Arabien am 14. Februar an Bord. Es wurden mehrere bilaterale Abkommen zwischen Saudi-Arabien und den USA unterzeichnet, u. a. wurde der Schutz der Ölquellen seitens der USA zugesichert. Nach einem Telefonat in Alexandria und einem abschließenden Treffen mit dem britischen Premier Churchill fuhr die USS Quincy nach Algier, wo sie am 18. Februar ankam. Nach einer Präsidentenkonferenz mit den amerikanischen Botschaftern in Großbritannien, Frankreich und Italien begann die Rückfahrt in die Vereinigten Staaten, wo die Ankunft in Newport News am 27. Februar erfolgte.
Der Schwere Kreuzer fuhr am 5. März von Hampton Roads los und kam am 20. März in Pearl Harbor an. Nach einer Übung im Bereich Pearl Harbor fuhr USS Quincy über Eniwetok nach Ulithi, wo sie die 5. Flotte am 1. April erreichte. Zwei Tage verließ sie Ulithi und trat Lloyd J. Wiltses Cruiser Division 10 bei, die Marc Andrew Mitschers Task Force 58 unterstellt war. Vom 16. April unterstützte die USS Quincy die Flugzeugträger bei ihren Angriffen auf Okinawa, Amami gunto und Minami Daito Shima. Sie kehrte mit Einheiten der Task Force nach Ulithi am 30. April zurück.
Mit Einheiten der TF-58 verließ die Quincy Ulithi am 9. Mai in Richtung östlich von Kyushu, wo sie am 12. Mai Trägerangriffe gegen Amami gunto und Kyushu unterstützte. Weiterhin wurden Angriffe gegen Okinawa, Tokuno Shima, Kikai Jima, Amami gunto  und Asumi gunto mit Artilleriefeuer unterstützt, bis die Task Force am 13. Juni zur Basis zurückkehrte.
Während der Zeit der Überholung und Instandhaltung auf Leyte kam Rear Admiral Wiltse, Kommandeur der Kreuzerdivision 10 (ComCruDiv 10) an Bord, daraufhin fuhr der Kreuzer am 1. Juli mit der Task Force 38 zu den japanischen Inseln, wo sie bis zur Beendigung der Feindseligkeiten Angriffe auf Honshu, Hokkaido, Shikoku und im Raum Tokio durchführte.
Daraufhin wurde die USS Quincy am 23. August der Support Force zugewiesen, wo sie vier Tage später bei der Besetzung von Sagami-Wan half und am 1. September in die Bucht von Tokio einfuhr. Konteradmiral Wiltse übertrug seine Flagge am 17. September der USS Vicksburg (CL-86), und am 20. September trat Quincy der Task Force 53 der 5. Flotte bei, während diese in der Bucht von Tokio lag.

### Koreakrieg
Quincy wurde am 19. Oktober 1946 im Puget Sound Naval Shipyard in Bremerton außer Dienst genommen. Sie war der pazifischen Reserveflotte bis zum 31. Januar 1952 zugewiesen, als sie der 7. US-Flotte zur Unterstützung der Truppen der Vereinten Nationen in Korea zugewiesen wurde. Nach der Wiederherstellung der Einsatzbereitschaft erreichte sie die Küste von Korea am 25. Juli 1953 und diente dort bis zum 1. Dezember 1953. Am 2. Juli 1954 wurde sie wieder stillgelegt. Die USS Quincy wurde am 1. September 1974 für 1.156.667,66 US-Dollar an die American Ship Dismantling Co. in Portland verkauft.